# Working!!
Working!! è un manga yonkoma scritto e disegnato da Karino Takatsu, serializzato sulla rivista Young Gangan di Square Enix dal numero di gennaio 2005 a quello di novembre 2014. I capitoli della serie sono stati raccolti in tredici volumi tankōbon, editi da Square Enix a partire da novembre 2005. 
Square Enix ha pubblicato tre drama CD tra il 2007 e il 2009, i cui testi sono stati scritti da Shogo Mukai. Una serie televisiva anime di 13 episodi prodotta dallo studio A-1 Pictures e diretta da Yoshimasa Hiraike è andata in onda nel 2010 su Tokyo MX. Una seconda stagione di 13 episodi, intitolata Working'!! e diretta da Atsushi Ootsuki, è stata trasmessa nel 2011. Una terza stagione da 13 episodi, la cui produzione è stata ufficializzata nell'agosto 2014, è stata trasmessa tra luglio e settembre 2015. Un quattordicesimo ed ultimo episodio per la serie di 45 minuti è stato trasmesso il 26 dicembre 2015.
Un manga spin-off, intitolato Web-ban Working!!, è stato pubblicato online a partire dal 25 luglio 2015 ed è stato adattato in una serie televisiva anime sempre prodotta da A-1 Pictures e trasmessa dal 1º ottobre al 24 dicembre 2016. 
In Italia sia il manga che l'anime sono inediti.

## Trama
WORKING!! è ambientato in un ristorante chiamato Wagnaria, situato nella prefettura di Hokkaido. Il sedicenne liceale Sōta Takanashi un giorno incontra Popura Taneshima, una diciassettenne carina e bassa di statura che sta cercando un cameriere che lavori part-time per il Wagnaria. Sōta, che adora tutto ciò che è piccolo e carino, accetta la proposta di Popura e inizia a lavorare come cameriere. Oltre a loro nello staff del locale, a gestire le consumazioni dei clienti, ci sono altri dipendenti in qualche modo particolari, misteriosi e stravaganti. Poco a poco Sōta si rende conto che forse ha per compagni di lavoro delle persone molto pericolose.

## Personaggi

### Wagnaria
Sōta Takanashi (小鳥遊 宗太?, Takanashi Sōta)
Doppiato da Kenichi Suzumura (drama CD), Jun Fukuyama (anime)
È uno studente sedicenne che frequenta le scuole superiori ed è stato reclutato da Popura per lavorare come cameriere presso il ristorante Wagnaria. Adora tutto ciò che è piccolo e carino e ha la brutta abitudine di esprimere i propri pensieri ad alta voce, offendendo così talvolta i suoi colleghi di lavoro, i quali per questo non esitano a punirlo. Nonostante giudichi il ristorante e i colleghi un po' strani, si adatta velocemente al suo nuovo lavoro. Sōta ha tre sorelle maggiori, le quali hanno l'abitudine di tormentarlo fin da quando era piccolo, motivo per cui non è attratto dalle ragazze più grandi di lui. Takanashi ha anche una sorella minore che frequenta le elementari e che, contrariamente alle sorelle maggiori, ha un grande rispetto per lui.
Popura Taneshima (種島 ぽぷら?, Taneshima Popura)
Doppiata da Mai Kadowaki (drama CD), Kana Asumi (anime)
Popura è una diciassettenne che frequenta lo stesso istituto di Sōta e lavora al Wagnaria. È una grande lavoratrice, anche se a volte è piuttosto maldestra. Nonostante il suo nome significhi "pioppo", è piuttosto bassa di statura, tanto che viene scambiata spesso dai clienti per una ragazzina delle elementari.
Mahiru Inami (伊波 まひる?, Inami Mahiru)
Doppiata da Mai Nakahara (drama CD), Saki Fujita (anime)
Studentessa delle scuole medie che fin da piccola prova molta paura nei confronti del sesso maschile. Per potersi difendere ha iniziato a praticare arti marziali, diventando molto forte e temuta dal pubblico maschile. Lavora al Wagnaria come cameriera ed è compito di Sōta cercare di far guarire Inami dalla sua fobia per gli uomini, onde evitare altri dissidi tra lei e i clienti.
Kyōko Shirafuji (白藤 杏子?, Shirafuji Kyōko)
Doppiato da Junko Minagawa (drama CD), Kumiko Watanabe (anime)
Manager del Wagnaria, in passato è stata capo di una gang di teppiste. Evita per quanto possibile di lavorare e la si vede sempre mangiare i parfait che Yachiyo le prepara.
Yachiyo Todoroki (轟 八千代?, Todoroki Yachiyo)
Doppiato da Shiho Kawaragi (drama CD), Eri Kitamura (anime)
È una delle cameriere del Wagnaria dai lunghi capelli biondi. Porta sempre con sé una katana come autodifesa personale e di Kyoko. Per la manager porta grande rispetto dopo che le ha salvato la vita quando era piccola da alcune teppiste.
Jun Satō (佐藤 潤?, Satō Jun)
Doppiato da Hirofumi Nojima (drama CD), Daisuke Ono (anime)
Hiroomi Sōma (相馬 博臣?, Sōma Hiroomi)
Doppiato da Hiroshi Kamiya, Yoshinori Fujita (drama CD)
Hyōgo Otoo (音尾 兵吾?, Otoo Hyōgo)
Doppiato da Daiki Nakamura (drama CD), Jōji Nakata (anime)
È il direttore del ristorante. Perennemente alla ricerca della moglie scomparsa, si fa vedere saltuariamente al ristorante per controllare come procedono gli affari.
Aoi Yamada (山田 葵?, Todoroki Yachiyo)
Doppiata da Kana Ueda (drama CD), Ryō Hirohashi (anime)
È una misteriosa sedicenne che Otoo ha incontrato durante una delle sue ricerche della moglie scomparsa. Trovatala per strada, il direttore decide di portarla al Wagnaria, dove inizia a lavorare come cameriera. Aoi desidera avere una nuova famiglia e vede in Otoo una figura paterna ideale, tanto che arriva a chiedergli di essere adottata.
Maya Matsumoto (松本 麻耶?, Matsumoto Maya)
Doppiata da Akiko Kawase

## Media

### Manga
Working!! è iniziato nella forma di web comic scritto ed illustrato da Karino Takatsu, pubblicato ad intervalli irregolari sul proprio sito web. Le ambientazioni ed i personaggi di questa versione del fumetto erano leggermente differenti dai successivi fumetti yonkoma, la cui serializzazione è iniziata sul numero di gennaio 2005 della rivista manga Young Gangan della Square Enix. L'autrice ha chiamato la versione web comic Cat Group (猫組?, Neko-gumi) mentre la versione manga Dog Group (犬組?, Inu-gumi). Il primo volume tankōbon del manga è stato pubblicato il 25 novembre 2005, ed al 25 marzo 2011 sono usciti nove volumi in Giappone. Altri dieci capitoli sono stati distribuiti via telefono cellulare. I diritti per la pubblicazione del manga in lingua cinese a Taiwan sono della Tong Li Publishing. Takatsu ha lanciato una versione web bisettimanale di Working!! il 16 ottobre 2009 per commemorare l'inizio della serie animata ed ha pubblicato il manga sul sito ufficiale dell'anime. Sul numero di settembre 2014 della rivista Shonen Gangan fu annunciato che il tredicesimo volume della serie, in uscita il 25 dicembre 2014, sarebbe stato l'ultimo della serie.

### Drama CD
La Square Enix ha pubblicato tre drama CD con il titolo Young Gangan Book In CD Working!!, su sceneggiatura di Shōgo Mukai. Il primo volume, uscito il 25 gennaio 2007 è stato pubblicato insieme ad un booklet di 96 pagine contenente un manga bonus. Il secondo ed il terzo volume, usciti il 25 aprile 2008 ed il 25 marzo 2009 rispettivamente, sono stati pubblicati con un simile booklet. I doppiatori presenti nei CD drama non sono gli stessi utilizzati per la serie televisiva.

### Anime
La prima stagione di tredici episodi della serie televisiva anime ispirata al manga di Takatsu, prodotta dall studio d'animazione A-1 Pictures e diretta da Yoshimasa Hiraike, è stata trasmessa in Giappone fra il 4 aprile ed il 26 giugno 2010 su Tokyo MX. Il primo episodio è stato trasmesso in anteprima il 6 marzo 2010. La NIS America ha acquistato i diritti dell'anime con il titolo Wagnaria!!, ed un cofanetto DVD con sottotitoli in lingua inglese è stato pubblicato il 24 marzo 2011.

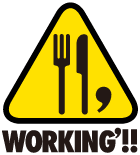
Logo di Working'!!

Una seconda stagione di 13 episodi, intitolata Working'!! (con un apostrofo), è iniziata il 1º ottobre 2011, dopo un'anteprima avvenuta il 3 settembre 2011. La serie è stata inoltre trasmessa in simulcast  da Crunchyroll.
In occasione di un evento dedicato a Working!! e all'altra serie di Takatsu Servant x Service, il 10 agosto 2014 il cast dell'anime ha annunciato che è stata avviata la produzione di una terza stagione dell'anime, che è andata in onda a luglio 2015.

#### Episodi
| Nº                         | Giapponese 「Kanji」 - Rōmaji                                                                                      | In onda           | In onda |
| Nº                         | Giapponese 「Kanji」 - Rōmaji                                                                                      | Giapponese        |         |
| Working!! (13 episodi)     | |                   |         |
| 1                          | 「ワグナリアへようこそ♪小鳥遊、働く。」 - Wagunaria e yōkoso ♪ takanashi, hataraku.                                | 6 marzo 2010      |         |
| 2                          | 「伊波、男性恐怖症。だって怖いんだもん…」 - Inami, dansei kyōfushō. datte kowain da mon...                         | 11 aprile 2010    |         |
| 3                          | 「八千代と杏子と佐藤…と、帰ってきた音尾さん」 - Yachiyo to kyōko to satō... to, kaettekita otō-san                 | 18 aprile 2010    |         |
| 4                          | 「相馬、さわやかすぎる青年」 - Sōma, sawayakasugiru seinen                                                         | 25 aprile 2010    |         |
| 5                          | 「ある風邪の日に…、いつもと違うワグナリア」 - Aru kaze no hi ni..., itsumo to chigau wagunaria                     | 2 maggio 2010     |         |
| 6                          | 「宗太の憂鬱、小鳥遊家の女達」 - Sōta no yūutsu, takanashi-ke no onna-tachi                                        | 9 maggio 2010     |         |
| 7                          | 「久しぶりの音尾と、新しいバイト＝山田(!?)」 - Hisashiburi no otō to, atarashii baito = yamada (!?)                | 16 maggio 2010    |         |
| 8                          | 「伊波、はじめて？のお・で・か・け！」 - Inami, hajimete? no o・de・ka・ke!                                        | 23 maggio 2010    |         |
| 9                          | 「ことりちゃん登場!!」 - Kotori-chan tōjō!!                                                                        | 30 maggio 2010    |         |
| 10                         | 「疑惑の真相…、なずな働く。」 - Giwaku no shinsō..., nazuna hataraku.                                              | 6 giugno 2010     |         |
| 11                         | 「あの頃の二人、八千代と佐藤。ようこそ小鳥遊家へ」 - Ano koro no futari, yachiyo to satō. yōkoso takanashichi e    | 13 giugno 2010    |         |
| 12                         | 「なぜか!?の決戦前夜。種島の恩返し」 - Nazeka!? no kessen zenya. taneshima no ongaeshi                             | 20 giugno 2010    |         |
| 13                         | 「デートと言う名の"決戦"、小鳥遊と伊波のそれから…」 - Dēto to iu na no "kessen", takanashi to inami no sorekara... | 27 giugno 2010    |         |
| Working'!! (13 episodi)    | |                   |         |
| 1                          | 「ぽぷらの意地」 - Popura no iji                                                                                   | 1º ottobre 2011   |         |
| 2                          | 「理想の家族計画」 - Risō no Kazoku Keikaku                                                                        | 8 ottobre 2011    |         |
| 3                          | 「スランプの理由」 - SURANPU no Wake                                                                               | 15 ottobre 2011   |         |
| 4                          | 「マンホールスパイラル」 - MANHOORU SUPAIRARU                                                                      | 22 ottobre 2011   |         |
| 5                          | 「ワグナリアの巨大な胃袋」 - WAGUNARIA no Kyodaina Ibukuro                                                         | 29 ottobre 2011   |         |
| 6                          | 「就任、解任、もう堪忍」 - Shūnin, Mō Kannin                                                                       | 5 novembre 2011   |         |
| 7                          | 「恋のバッドチューニング」 - Koi no BADDO CHUUNINGU                                                                | 12 novembre 2011  |         |
| 8                          | 「嗚呼、妹よ」 - Aa, Imōto yo                                                                                      | 19 novembre 2011  |         |
| 9                          | 「愛はこんなにグローバル」 - Ai wa Konna ni GUROOBARU                                                              | 26 novembre 2011  |         |
| 10                         | 「ケータイ無問題」 - Keitai MOOMANTAI                                                                              | 3 dicembre 2011   |         |
| 11                         | 「決意ですが、何か？」 - Ketsui Desu ga, Nani ka?                                                                  | 10 dicembre 2011  |         |
| 12                         | 「デイジー死す」 - Deijī shisu                                                                                     | 17 dicembre 2011  |         |
| 13                         | 「さよならぽぷら」 - Sayonara Popura                                                                               | 24 dicembre 2011  |         |
| Working!!! (14 episodi)    | |                   |         |
| 1                          | 「ワグナリア戦線異状なし」 - Wagunaria Sensen Ijō Nashi                                                            | 4 luglio 2015     |         |
| 2                          | 「愛の嵐!?」 - Ai no Arashi!?                                                                                      | 11 luglio 2015    |         |
| 3                          | 「史上最大の夜」 - Shijō Saidai no Yoru                                                                            | 18 luglio 2015    |         |
| 4                          | 「ハートノッカー」 - Hāto Nokkā                                                                                    | 25 luglio 2015    |         |
| 5                          | 「スーパーバッグ・イン・ザ・ハート」 - Sūpā Baggu in za Hāto                                                       | 1º agosto 2015    |         |
| 6                          | 「山田, やーまだ」 - Yamada, Yāmada                                                                                | 8 agosto 2015     |         |
| 7                          | 「グッバイ山田(ガール)」 - Gubbai Gāru"                                                                            | 15 agosto 2015    |         |
| 8                          | 「ミスチック・シュガー」 - Misuchikku Shugā                                                                        | 22 agosto 2015    |         |
| 9                          | 「危険な事情」 - Kiken na Jijō                                                                                     | 29 agosto 2015    |         |
| 10                         | 「その女シズカ」 - Sono Onna Shizuka                                                                               | 5 settembre 2015  |         |
| 11                         | 「愛と追憶のなにか」 - Ai to Tsuioku no Nanika                                                                     | 12 settembre 2015 |         |
| 12                         | 「ワーキング・ガール?」 - Wākingu Gāru?                                                                            | 19 settembre 2015 |         |
| 13                         | 「まひるの決戦」 - Mahiru no Kessen                                                                                | 26 settembre 2015 |         |
| 14                         | 「ロード・オブ・ザ・小鳥遊」 - Rōdo obu za Takanashi                                                               | 26 dicembre 2015  |         |
| WWW.Working!! (13 episodi) | |                   |         |
| 1                          | 「アルバイトは人生を変えてくれる」 - Arubaito wa Jinsei o Kaete Kureru                                             | 1º ottobre 2016   |         |
| 2                          | 「人生そんなに甘くない」 - Jinsei Sonna ni Amakunai                                                                | 8 ottobre 2016    |         |
| 3                          | 「君にしか頼めない」 - Kimi ni Shika Tanomenai                                                                     | 15 ottobre 2016   |         |
| 4                          | 「いけるきがする」 - Ikeru Kiga Suru                                                                               | 22 ottobre 2016   |         |
| 5                          | 「ふくしゅうしてみる」 - Fukushū Shite Miru                                                                        | 29 ottobre 2016   |         |
| 6                          | 「運命サバイバル」 - Unmei Sabaibaru                                                                               | 5 novembre 2016   |         |
| 7                          | 「料理は愛情」 - Ryōri wa Aijō                                                                                     | 12 novembre 2016  |         |
| 8                          | 「おかしなはなし」 - Okashi na Hanashi                                                                             | 19 novembre 2016  |         |
| 9                          | 「僕らはみんな病んでいる」 - Bokura wa Minna Yandeiru                                                              | 26 novembre 2016  |         |
| 10                         | 「明日に向かって吼えろ」 - Ashita ni Mukatte Hoero                                                                 | 3 dicembre 2016   |         |
| 11                         | 「右の頬を殴られたら左腕でカウンター」 - Migi no Hō o Naguraretara Sawan de Kauntā                                 | 10 dicembre 2016  |         |
| 12                         | 「あらしの前の何か」 - Arashi no Mae no Nanika                                                                     | 17 dicembre 2016  |         |
| 13                         | 「全てのことには理由がある」 - Subete no Koto Niwa Riyū ga Aru                                                     | 24 dicembre 2016  |         |

#### Colonna sonora
Sigle di apertura
- SOMEONE ELSE cantata da Kana Asumi, Saki Fujita and Eri Kitamura (1ª stagione)
- COOLISH WALK cantata da Kana Asumi, Eri Kitamura and Saki Fujita (2ª stagione)

Sigle di chiusura
- SOMEONE ELSE cantata da Kana Asumi, Saki Fujita, and Eri Kitamura (1ª stagione, eps 1, 13)
- Heart no Edge ni Idomu Mō Go to Heart Edge (ハートのエッジに挑もう?) cantata da Jun Fukuyama, Daisuke Ono, and Hiroshi Kamiya (1ª stagione, eps 2-8, 10-12)
- Golden Day (ゴールデン・デイ?) cantata da Saki Fujita (1ª stagione, ep 9)
- Itsumo you ni LOVE & PEACE!! (いつものようにLOVE＆PEACE!!?) cantata da Jun Fukuyama, Daisuke Ono and Hiroshi Kamiya (2ª stagione)

### Internet radio show
Uno show radiofonico su internet intitolato Yamaking!! è stato trasmesso per tredici episodi fra il 21 maggio ed il 29 ottobre per promuovere la serie televisiva. Lo show era condotto da Ryō Hirohashi, la doppiatrice di Aoi Yamada. Lo show è ricominciato con il titolo Yamaking'!! il 7 ottobre 2011.

## Accoglienza
Il quarto volume del manga Working!! era 7° nella classifica dei manga più venduti in Giappone per la settimana del 23 ottobre e del 29 ottobre 2007. Il sesto volume del manga è stato il sesto nella classifica dei manga più venduti Giappone per la settimana del 24 marzo e del 30 marzo 2009, avendo venduto oltre 73.000 volumi quella settimana.